# Ctenichneumon divinus
Ctenichneumon divinus là một loài tò vò trong họ Ichneumonidae.